# ایل پنیانشین
یکی از ایل‌های مردم کُرد.

## تیره‌ها
ایل پنیانشی دارای، تیره‌های زیدان،بازاری. بارکشان، کنار بروش، سوره تاوان، بیلیجان، جلی، گوجی، شویلان و موسانان است.

## جمعیت عشایر کوچنده[۳]
| شهرستان | بخش    | دهستان  | ییلاق (خانوار) | ییلاق (جمعیت) | قشلاق (خانوار) | قشلاق (جمعیت) |
| ------- | ------ | ------- | -------------- | ------------- | -------------- | ------------- |
| خوی     | صفائیه | الند    | ۲۹             | ۲۸۴           | ۲۹             | ۲۸۴           |
| سردشت   | مرکزی  | بریاجی  | ۰              | ۰             | ۵۱             | ۳۴۴           |
| سلماس   | مرکزی  | زولاچای | ۰              | ۰             | ۵۷             | ۲۵۸           |
| سلماس   | مرکزی  | تازه‌شهر | ۰              | ۰             | ۳۸             | ۳۳۷           |
| سلماس   | کوهسار | چهریق   | ۵۷             | ۴۹۰           | ۱۹             | ۱۵۳           |
| سلماس   | کوهسار | شپیران  | ۴۳۶۶۴          | ۴۲۷           | ۳۰۳۵           |               |
| جمع     | ۶      | ۶       | ۶۲۱            | ۴۴۳۸          | ۶۲۱            | ۴۴۱۱          |